# World Heroes 2 Jet
World Heroes 2 Jet (ワールドヒーローズ2 ジェット?, Wārudo Hīrōzu 2 Jetto) è un videogioco di combattimento arcade prodotto da ADK e pubblicato da SNK nel 1994 sul sistema Neo Geo. Ebbe un'unica conversione per la portatile Game Boy.
È sia un sequel (in termine di storia) sia una vera e propria estensione di World Heroes 2, con nessuna novità a livello di grafica e gameplay ma con l'aggiunta di due nuovi personaggi utilizzabili, un nuovo boss di fine partita con relativi scenari e, soprattutto, la presenza di due modalità di gioco con differenti difficoltà, numero di avversari da affrontare e finali di gioco.

## Trama
Dopo la sconfitta di Dio e Neo Geegus alla fine di World Heroes 2, il mondo è stato salvato dal pericolo e i quattordici combattenti che avevano partecipato al torneo World Heroes sono tornati alle loro rispettive epoche. Tuttavia, un anno dopo, essi hanno ricevuto inviti a un nuovo torneo di combattimento noto come World Heroes Battle Fest e che questo torneo si sarebbe svolto nei successivi cinque giorni in diverse parti del mondo, seguito da milioni di appassionati di combattimento. Sorprendentemente, i quattordici combattenti scoprono che il Dr. Brown non è colui che sponsorizza il torneo, ma piuttosto un misterioso milionario noto al pubblico semplicemente come Mr. Z. Mentre loro si preparano per il World Heroes Battle Fest, nessuno di loro ha la minima idea che Mr. Z nutra una sua insensibile ambizione di dominio del mondo e, con l'aiuto dei suoi due fedeli servitori, giura di eliminare chiunque osi ostacolare il suo spietato cammino.

## Modalità di gioco
World Heroes 2 Jet condivide molti elementi con il suo predecessore, come la stessa disposizione dei pulsanti ("A" per sferrare pugni, "B" per calciare e "C" per lanciare o "Sfida", che equivale a provocare), movimenti e comandi di movimento eseguiti tramite un joystick a otto direzioni. Le novità includono tre nuovi personaggi, mosse e statistiche di combattimento nuove e modificate, aggiunte ai personaggi giocabili, già presenti nei primi due capitoli. Inoltre, la parola "Jet" nel titolo non si riferisce solo a movimenti più rapidi, ma anche alla possibilità di scattare in avanti e indietro. Un'altra novità è che quando due attacchi si colpiscono, rimbalzano. Le modalità "Normal Game" e "Death Match" sono sostituite da "Entry to the Tournament" e "The Forging of Warriors".
In "Entry to the Tournament", l'obiettivo è affrontare quattro gruppi composti da tre avversari ciascuno e sconfiggere almeno due avversari su tre per gruppo. In secondo luogo, il giocatore deve affrontare Captain Kidd in almeno due round su tre. Terzo, il giocatore deve battersi con Hanzou allo stesso modo. Infine, il giocatore dovrà misurarsi con gli scagnozzi di Zeus, Jack e Ryofu, prima di sconfiggere Zeus stesso.
In "The Forging of Warriors", il giocatore seleziona un avversario con cui combattere. Ogni battaglia contro un personaggio, come nella maggior parte dei picchiaduro al momento della sua uscita, richiede al giocatore di vincere due round su tre per vincere completamente contro l'avversario. Se il tempo scade prima che qualcuno venga eliminato, vince il concorrente con le barre della vita più piene. Una volta che il giocatore vince o perde, torna alle schermate "Player Select" ed "Enemy Select". Tuttavia, dopo aver vinto contro quattro avversari di fila, la partita termina. Questa è l'unica modalità in cui due giocatori possono sfidarsi. A seconda dell'avversario controllato dalla CPU o del personaggio del secondo giocatore scelto, il livello in cui entrambi i giocatori combatteranno sarà il livello del secondo personaggio di World Heroes 2; tuttavia, per i personaggi introdotti in World Heroes 2 Jet, la battaglia si svolgerà esclusivamente nei loro livelli mostrati in essa.

## Personaggi

### Già presenti inWorld Heroes 2
- Hanzo (ispirato da Hattori Hanzō) – Ninja dell'epoca Sengoku giapponese, per tecnica di combattimento e mosse speciali sembrerebbe ispirato da Ryu e Ken di Street Fighter.
- Fuuma (ispirato da Kotarō Fūma) – Storico rivale di Hattori Hanzō, Fuuma è anch'esso un Ninja  dell'epoca Sengoku giapponese con il medesimo set di mosse.
- Kim Dragon (ispirato da Bruce Lee) – Sudcoreano esperto di Jeet Kune Do e attore allo stesso tempo, è un lottatore forte ed agile ma privo di una mossa speciale che permetta di colpire a distanza.
- J.Carn (ispirato da Gengis Khan) – Potente guardia del condottiero mongolo Gengis Khan, Carn viene affrontato in una steppa con dei nomadi mongoli presenti ad assistere al combattimento.
- Brocken (ispirato dalla Germania nazista) – Brocken è un cyborg in grado di allungare i propri arti meccanici e di lanciare missili; ciò lo rende anacronistico per la Germania nazista, e le somiglianze più intuibili sono quelle con Broken Jr dell'anime Kinnikuman e con Stroheim di Le bizzarre avventure di JoJo.
- Janne (ispirato da Giovanna d'Arco) – Cavaliere femmina del Medioevo, Janne è armata di spada ed è dotata di una buona agilità.
- Rasputin (ispirato da Grigorij Efimovič Rasputin) – Alchimista russo del XIII secolo, Rasputin è in grado di emanare energia da mani e piedi riuscendo a colpire a distanza; inoltre ha una notevole sospensione nell'aria.
- Muscle Power (ispirato da Hulk Hogan) – Wrestler statunitense, nelle mosse sembra ispirato a Zangief di Street Fighter II: The World Warrior.
- Captain Kidd (ispirato da William Kidd) – pirata di nazionalità non definita, lo si affronta sul fondale dell'Oceano Atlantico Settentrionale. È molto abile con i calci.
- Erick (ispirato da Erik il Rosso) – Vichingo norvegese, le sue mosse speciali invocano i nomi di divinità pagane della mitologia norrena.
- Johnny Maximum (ispirato da Joe Montana) – Giocatore di football americano dall'aspetto demoniaco. Ha ovviamente mosse speciali legate allo sport che pratica, come il lanciare una palla appunto da football fantasma, oppure il caricare gli avversari come nei placcaggi.
- Mudman (ispirato dai papuani) – Stregone Papua mascherato. Ha mosse speciali legate all'utilizzo della stregoneria.
- Ryoko (ispirata da Ryōko Tamura) – Giovanissima lottatrice di jūdō, ovviamente fa leva soprattutto sulla sua abilità nelle prese, avendone una quantità inferiore solamente a Muscle Power.
- Shura (ispirato da Nai Khanom Tom) – Campione di muay thai, Shura appare esteticamente simile ai precedenti lottatori di tale disciplina che si sono visti nei vari picchiaduro, come Sagat di Street Fighter, Hwa Jai o Joe Higashi di Fatal Fury.

### Nuovi
- Ryofu (ispirato da Lü Bu) – Fortissimo guerriero del periodo dei Tre Regni armato di lancia. È acerrimo rivale di J.Carn.
- Jack (ispirato da Jack lo squartatore) – Personaggio che dal noto killer Jack lo squartatore prende il nome e la nazionalità; per l'aspetto e la tecnica di combattimento è chiaramente ispirato alla cultura punk britannica e a personaggi come Lee di Art of Fighting; esteticamente potrebbe richiamare anche il noto Freddy Krueger della serie di film Nightmare.
- Zeus – Lottatore non selezionabile, è il boss finale del gioco. Esteticamente è apparentemente ispirato da Raoul di Ken il guerriero; il nome invece è ripreso dall'omonima divinità greco-romano-etrusca, ulteriore riferimento a profeti e dèi delle culture del passato che nel gioco vengono associati a forze extraterrestri. Zeus è riconosciuto come uno tra i boss più difficili da sconfiggere dei vari picchiaduro ad incontri.

## Accoglienza
In Giappone, la rivista Game Machine elencò World Heroes 2 nel numero del 1º giugno 1994 come la terza unità arcade di maggior successo del mese. Allo stesso modo, RePlay riportò che era il quinto gioco arcade più popolare in Nord America.
Al suo rilascio, Electronic Gaming Monthly ha assegnato all'originale Neo Geo i premi "Gioco del mese" e "Editors' Choice Gold", citando la grafica nitida, l'audio stereo, i controlli migliorati e il gran numero di funzionalità aggiunte. Recensendo tale versione, GamePro ha elogiato la modalità torneo aggiunta e le nuove mosse, ma ha criticato l'assenza della modalità death match e il gameplay lento, concludendo che "Sebbene Jet abbia più profondità rispetto ai precedenti Heroes, mancano ancora gli elementi che definiscono un gioco di qualità SF II, come una vera configurazione a quattro pulsanti, ... un gameplay ben bilanciato e personaggi estremamente simpatici".
Electronic Gaming Monthly e GamePro hanno entrambe dato recensioni entusiastiche alla versione per Game Boy, con il recensore di EGM Sushi-X che ha commentato: "Non potevo credere che un gioco di combattimento potesse mai funzionare per i portatili, ma questo sì". Entrambe le riviste hanno indicato l'audio come l'unico punto debole e hanno applaudito in particolare l'inclusione di tutti i personaggi, l'attrattiva della grafica e la reattività dei controlli.